# Anne Claes
Anne Claes (18 augustus 1983) is een Belgische voormalige atlete, die gespecialiseerd was in het hink-stap-springen en het verspringen. Zij veroverde drie Belgische titels.

## Biografie
Claes veroverde in 2008 de Belgische titel in het hink-stap-springen. Het jaar nadien volgde in hetzelfde onderdeel een indoortitel. In 2010 veroverde ze een tweede titel outdoor. Ook bij het verspringen veroverde ze medailles bij de Belgische kampioenschappen. In 2010 maakte ze haar debuut op de zevenkamp, met een tweede plaats op het Belgische kampioenschap.

### Clubs
Claes was aangesloten bij Atletiekclub Alken en stapte over naar Atletiekclub Lanaken.

## Belgische kampioenschappen
Outdoor
| Onderdeel          | Jaar       |
| ------------------ | ---------- |
| hink-stap-springen | 2008, 2010 |

Indoor
| Onderdeel          | Jaar |
| ------------------ | ---- |
| hink-stap-springen | 2009 |

## Persoonlijke records
Outdoor
| Onderdeel          | Prestatie | Wind     | Datum               | Plaats             |
| ------------------ | --------- | -------- | ------------------- | ------------------ |
| verspringen        | 6,05 m    | 0,0 m/s  | 18 juli 2010        | Brussel            |
| hink-stap-springen | 13,20 m   | +0,1 m/s | 22 mei 2010         | Lier               |
| zevenkamp          | 4647 p    |          | 28/29 augustus 2010 | Naimette-Xhovémont |

Indoor
| Onderdeel          | Prestatie | Datum            | Plaats |
| ------------------ | --------- | ---------------- | ------ |
| verspringen        | 6,01 m    | 12 januari 2008  | Gent   |
| hink-stap-springen | 13,19 m   | 21 februari 2010 | Gent   |

## Palmares

### verspringen
- 2008:  BK indoor AC – 5,91 m
- 2009:  BK indoor AC – 5,71 m
- 2010:  BK indoor AC – 5,89 m
- 2010:  BK AC – 6,05 m

### hink-stap-springen
- 2008:  BK indoor AC – 12,68 m
- 2008:  BK AC – 12,68 m
- 2009:  BK indoor AC – 12,69 m
- 2009:  BK AC – 12,71 m
- 2010:  BK indoor AC – 13,19 m
- 2010:  BK AC – 12,84 m
- 2012:  BK indoor AC – 12,12 m
- 2012:  BK AC – 12,62 m

### zevenkamp
- 2010:  BK AC – 4647 p